# Pauselijke Theologische Academie
De Pauselijke Theologische Academie, Pontificale Theologische Academie of Pontificia Academia Theologica, is een rooms-katholieke, bij de Dicasterie voor Cultuur en Onderwijs - en via deze bij de Romeinse Curie - aangesloten academie die tot doel heeft de bevordering van de theologische studie en de vorming van geestelijkheid en gelovigen. De vijftig leden, twintig bisschoppen en dertig theologen, worden voor het leven benoemd.
De Academie is op 23 april 1718 opgericht door Paus Clemens XI. Vervolgens versterkte Paus Benedictus XIII, die zelf als kardinaal had deelgenomen aan de Academie-bijeenkomsten, deze Academie per apostolische brief van 6 mei 1726. Steun ondervond de Academie ook van Paus Clemens XIV. Paus Gregorius XVI heeft met apostolisch gezag de statuten op 26 oktober 1838 vernieuwd. De laatste statutenwijziging heeft plaatsgevonden op 28 januari 1999 door Paus Johannes Paulus II in zijn Motu Proprio Inter munera academiarum.
De Academie geeft vanaf 2002 tweemaal per jaar het tijdschrift Periodicum Internationale editum a Pontificia Academia Theologiae (PATH) uit, dat gewijd is aan actuele theologische en kerkelijke onderwerpen. Sinds 2008 verschijnt de meerdelige reeks Itineraria. Sinds 2002 vindt elke twee jaar een internationaal PATH-symposium plaats ('Forum Internazionale PATH').
In september 2020 werd de Nederlands theoloog en hoogleraar Paul van Geest als eerste Nederlander benoemd tot lid van de academie.
Sinds 6 augustus 2022 is bisschop Antonio Staglianò president van de Pauselijke Theologische Academie.